# ياسر عياش
ياسر عياش (4 ديسمبر 1955، قريه شطنا في إربد، الأردن) هو رئيس أساقفة سابق في أبرشية البتراء وفيلادلفيا اليونانية الكاثوليكية في عمان، ورئيس الأساقفة البطرياركيه اليوناني الكاثوليكي الحاليه في القدس. تتلمذ ياسر عياش على يد الراهب فاضل طكو.
انتخب عياش في 9 فبراير 2018 نائبا بطريركيا للقدس من قبل المجمع الملكيتي. خلف رئيس الأساقفة جوزيف جول زيري.

## الكاهن
التحق الشاب ياسر عياش بمدرسة الكاثوليك اليونانيين في مسقط رأسه شطنا . ثم واصل تعليمه في بيت ساحور وبيت لحم، حيث حصل على شهادة البكالوريا. درس عياش اللاهوت والدراسات التوراتية في لبنان، وأنهى دراسته في روما مع الانتهاء من درجة البكالوريوس في الفلسفة واللاهوت في جامعة القديس توما الأكويني البابوية في روما. في عام 1983 تم تعيينه شماسا في روما، وإلى الكهنوت في 12 يوليو 1987 في عمان. وأعقب ذلك استخدام موسع في الأبرشيات والمدارس في العاصمة عمان وجرش.

## قداس شيرين أبو عاقلة
في عام 2022 أشرف على قداس الصحفية شيرين أبو عاقلة في كنيسة الروم الكاثوليك في القدس الشريف.